# The grass is green
«The Grass Is Green» es una canción pop interpretada por la cantante luso-canadiense Nelly Furtado en su segundo álbum de estudio, Folklore (2003). Fue escrita por Furtado y Mike Elizondo y producida por Elizondo. La canción fue lanzada como el quinto y último sencillo de Folklore en febrero de 2005 sin el acompañamiento de un video musical.
A pesar de no haber sido lanzado como sencillo el lugares como Alemania, la canción ha sido elogiada como digna de atención.

## Posiciones
| País (2004)              | Posición |
| ------------------------ | -------- |
| Alemania Top 100         | 65       |
| Alemania Airplay Top 100 | 39       |
| Polonia                  | 90       |
| Australia Airplay Chart  | 8        |